# Aveley F.C.
Câu lạc bộ bóng đá Aveley là một câu lạc bộ bóng đá có trụ sở tại Aveley, Essex, Anh. Đội hiện là thành viên của National League South và thi đấu tại Parkside.

## Lịch sử
Câu lạc bộ được thành lập vào năm 1927 và chơi trong các giải đấu địa phương cho đến Thế chiến thứ hai. Năm 1946, đội tham gia Thurrock Combination League, và tiếp tục giành được Essex Junior Cup vào năm 1948 và 1949. Năm 1949, câu lạc bộ tham gia Division Two của London League. Họ đứng thứ tư trong mùa giải đầu tiên và được thăng hạng lên Division One. Mùa giải tiếp theo, họ vô địch Division One, nhưng không được thăng hạng lên Premier Division. Tuy nhiên, dù xếp thứ 9 trong mùa giải 1952-53, họ vẫn được thăng hạng. Sau khi xếp thứ 7, rồi đứng thứ 3 trong hai mùa giải đầu tiên ở Premier Division, họ đã vô địch giải đấu vào mùa giải 1954-55. Năm 1957 câu lạc bộ chuyển sang Delphian League, kết thúc với vị trí á quân trong mùa giải đầu tiên. Khi giải đấu kết thúc vào năm 1963, đội gia nhập Division Two của Athenian League. Sau khi về nhì vào mùa giải 1968-69, câu lạc bộ được thăng hạng lên Division One. Đội đã giành được chức vô địch Division One vào mùa giải 1970-71, thăng hạng lên Premier Division.
Năm 1973, Aveley tham gia Division Two của Isthmian League, trở thành Division One vào năm 1977. Họ đã giành được Essex Thameside Trophy mùa giải 1979-80 và Hornchurch Charity Cup năm 1982-83. Vào mùa giải 1985-86 họ đứng cuối bảng và bị xuống hạng ở Division Two North. Sau khi về nhì vào mùa giải 1989-90, một mùa giải mà họ cũng trở thành câu lạc bộ đầu tiên từ giải hạng dưới giành được League Cup, câu lạc bộ đã được thăng hạng trở lại Division One. Mặc dù đứng thứ 4 trong mùa giải đầu tiên trở lại Division One, nhưng câu lạc bộ đứng cuối bảng vào mùa giải sau đó, nhưng không bị xuống hạng. Tuy nhiên, vào mùa giải 1992-93 họ lại xếp cuối bảng và bị xuống hạng ở Division Two. Mùa giải 1994-95 câu lạc bộ bị xuống hạng xuống Division Three, ở lại cho đến năm 2002, khi việc tổ chức lại giải đấu cho thấy đội được xếp vào Division One North.
Aveley được chuyển đến Division One East của Southern League vào năm 2004, trước khi trở lại Division One North của Isthmian League vào năm 2006. Đội đã vô địch giải đấu này vào mùa giải 2008-09, và được thăng hạng lên Premier Division. Sau khi đứng thứ ba tại Isthmian League dưới thời huấn luyện viên Rod Stringer, câu lạc bộ đã thua trong trận bán kết play-off thăng hạng trước đội vô địch cuối cùng là Boreham Wood. Mùa giải 2011-12, câu lạc bộ đã bị xuống hạng trở lại Division One North sau khi xếp thứ ba từ dưới lên. Trong mùa giải đầu tiên tại Division One, đội đứng thứ 5 và đủ điều kiện tham dự trận play-off thăng hạng. Đội để thua 3-1 trước Maldon & Tiptree ở bán kết.

## Sân vận động

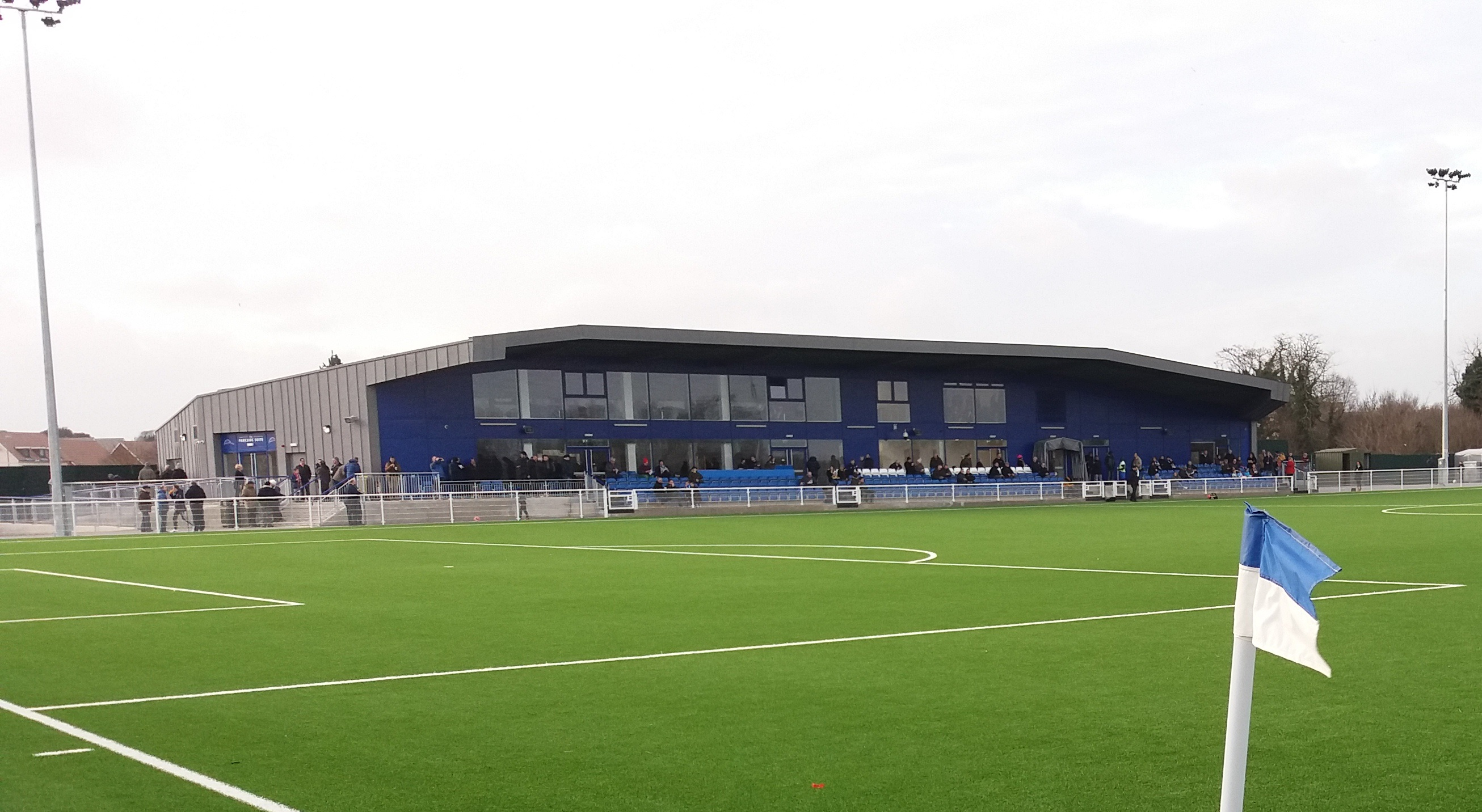
Khán đài chính ở Parkside.

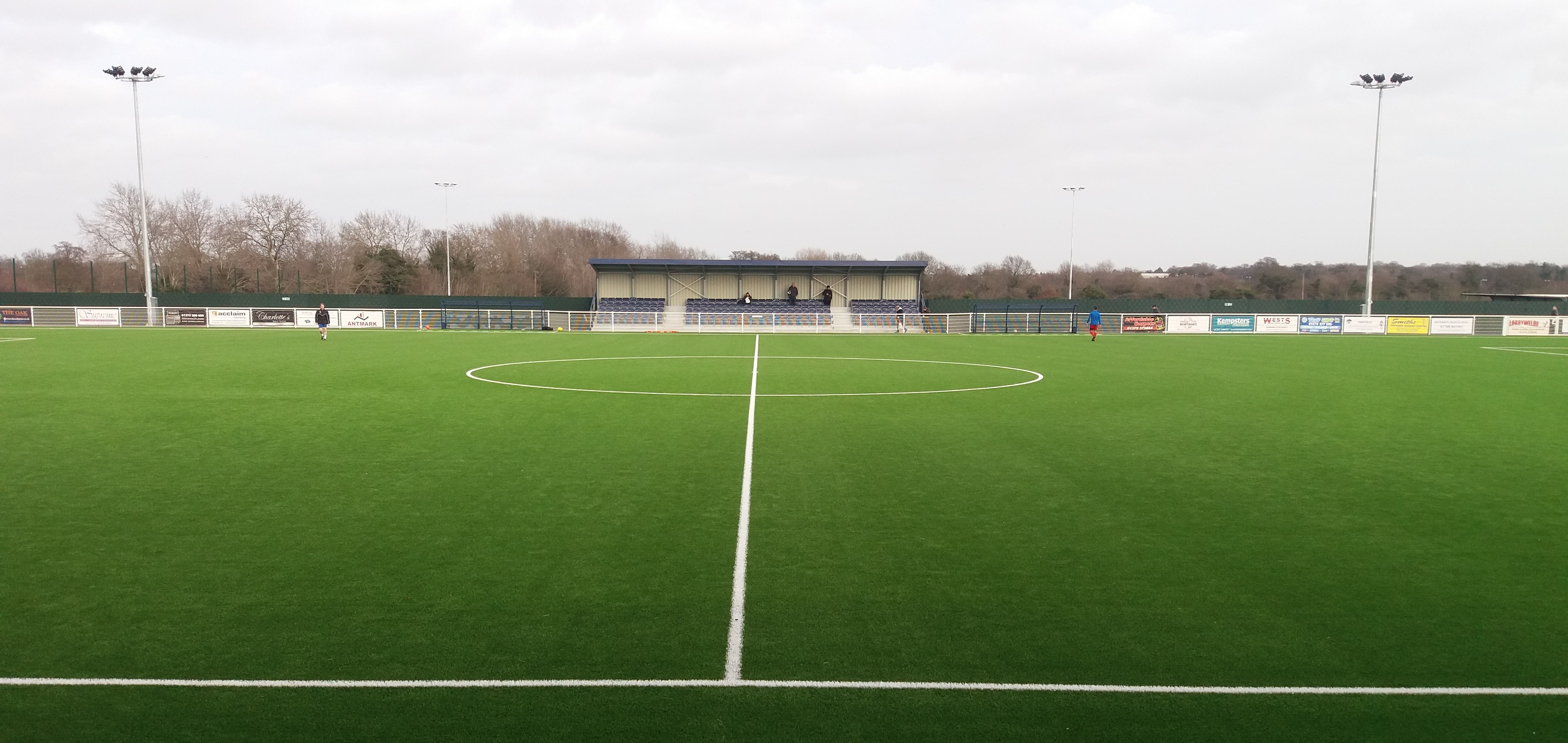
Khán đài có chỗ ngồi thứ hai ở Parkside

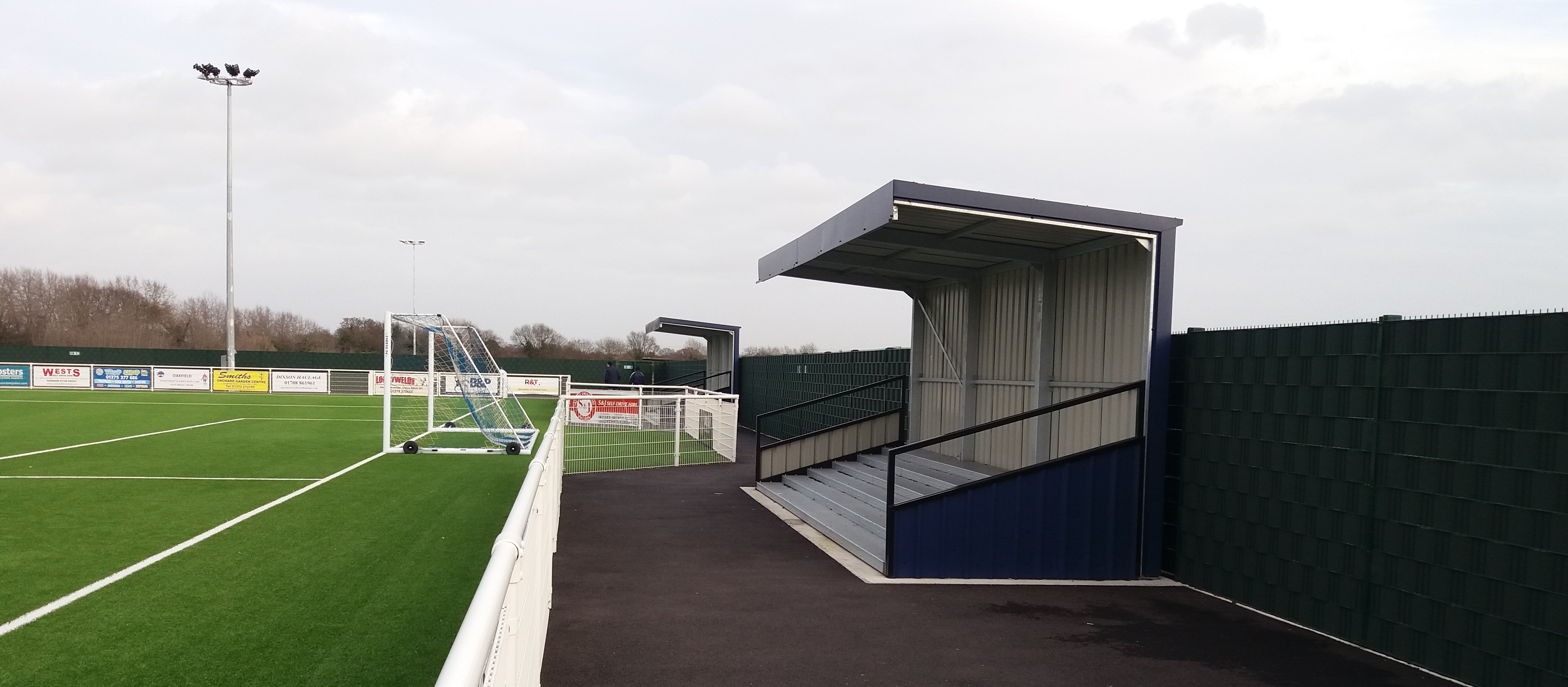
Khu vực đứng đằng sau một khung thành.

Câu lạc bộ đã chơi tại Lodge Meadow cho đến khi chuyển đến Mill Field vào năm 1952, tại thời điểm đó họ có biệt danh là the Millers. Sân mới được xây dựng bởi những người ủng hộ trên mảnh đất mà họ đã mua, và một khán đài được mua từ Grays Athletic với giá 100 bảng Anh, sau đó được gọi là Khán đài Pepper. Sân được mở màn bằng trận derby địa phương với Grays. Bậc thang được lắp đặt ở phía bên kia của sân, trên đó có một khán đài bằng gỗ 400 chỗ ngồi được dựng lên vào năm 1958 với chi phí 2,600 bảng Anh, cùng với các bậc thang bổ sung. Dàn đèn được lắp đặt vào năm 1967, với Grays lại là đội khách trong trận đấu đầu tiên được chơi dưới dàn đèn này. Vào thời điểm đóng cửa, mặt đất có sức chứa 4.000 người, trong đó có 400 người ngồi và có mái che.
Trong những năm 2010, câu lạc bộ đã mua địa điểm của một hố sỏi trước đây từ Hội đồng Thurrock bằng cách sử dụng số tiền thu được từ việc bán Mill Field cho các nhà phát triển. Mùa giải 2016-17 là mùa giải cuối cùng của câu lạc bộ tại Mill Field, khi đội bóng chuyển đến Parkside vào đầu mùa giải 2017-18. Sân mới có hai khán đài ngồi ở hai bên của sân, một trong số đó được xây dựng trong nhà câu lạc bộ, với mái nhà câu lạc bộ nhô ra để che Hai sân có mái che được dựng lên phía sau mỗi cầu môn, hai bên cầu môn, trong khi một sân nhân tạo được lắp đặt. Năm 2018, Parkside đã tổ chức một số trận đấu trong CONIFA World Cup.

## Danh hiệu
- Isthmian League
  - Vô địch Division One North 2008-09
  - Vô địch League Cup 1989-90
- Athenian League
  - Vô địch 1970-71
- London League
  - Vô địch Premier Division 1954-55
  - Vô địch Division One 1950-51
- Essex Thames-Side Challenge Trophy
  - Vô địch 1979-80, 2004-05, 2006-07

## Kỉ lục
- Trận thắng đậm nhất: 11-1 với Histon, 24 tháng 8 năm 1963[7]
- Trận thua đậm nhất: 8-0 với Orient, Essex Thames-Side Trophy[7]
- Kỉ lục số khán giả: 3.741 với Slough Town, 27 tháng 2 năm 1971[7]
- Cầu thủ ra sân nhiều nhất: Ken Riley, 422[7]
- Cầu thủ ghi nhiều bàn thắng nhất: Jotty Wilks, 214[7]